# Morje
Morje is een plaats in Slovenië en maakt deel uit van de gemeente Rače-Fram in de NUTS-3-regio Podravska. De plaats telde 1.215 inwoners op 1 januari 2020.